# Euphorbia carinifolia
Euphorbia carinifolia är en törelväxtart som beskrevs av Nicholas Edward Brown. Euphorbia carinifolia ingår i släktet törlar, och familjen törelväxter.
Artens utbredningsområde är Angola. Inga underarter finns listade i Catalogue of Life.